# Verlag Neue Kritik
Der Verlag Neue Kritik ist ein deutscher Verlag. Er wurde 1965 in Frankfurt am Main gegründet und begann mit Veröffentlichungen zur aufkommenden Studentenbewegung.

## Geschichte des Verlags
Der Verlag Neue Kritik wurde 1965 als einer der ersten politischen Kleinverlage im Umfeld der Studentenbewegung und in enger Verbindung zum Sozialistischen Deutschen Studentenbund (SDS) in Frankfurt am Main gegründet. Verlagsgründer waren die beiden damaligen Bundesvorsitzenden des SDS Helmut Schauer und Hartmut Dabrowski sowie das Präsidiumsmitglied Helmut Richter. Nach Auflösung des SDS führte Dabrowski den Verlag von 1970 bis 1972 allein. Auch Joschka Fischer war damals Lektor und Treuhänder des Verlags Neue Kritik. Fischer war 1970 einer der Mitgründer der Karl Marx Buchhandlung in Frankfurt-Bockenheim, die als Buchverkaufsstelle für den Verlag fungierte. Das Verlagsprogramm war anfangs darauf ausgerichtet, die Klassiker kommunistischer Theorie der 1920er und 1930er Jahre wie Nikolai Iwanowitsch Bucharin, Rosa Luxemburg, Karl Marx oder Leo Trotzki wieder zugänglich zu machen. In der Reihe „Archiv sozialistischer Literatur“ legte der Verlag Werke von Karl Korsch, Angelika Balabanoff und anderen wieder auf. Darunter waren auch so ambitionierte Werke wie die Illustrierte Geschichte der Deutschen Revolution oder die Illustrierte Geschichte der Russischen Revolution (erstmals 1929, jeweils 540 Seiten), die in der DDR keine Chance auf Wiederveröffentlichung hatten, da sie die Verluste durch den Großen Terror Stalins zu deutlich gemacht hätten. Einer der frühen Bestseller des Verlags war die 1970 erschienene deutsche Übersetzung des dänischen Werks das kleine rote schülerbuch.

## Programmausbau und -schwerpunkte
1972 trat Dorothea Rein in die Verlagsleitung ein. Mitte der 1970er Jahre verließ mit Hartmut Dabrowski das letzte Gründungsmitglied den Verlag, sodass Dorothea Rein den Verlag von da an hauptverantwortlich leitet, unterstützt von zwei bis drei Mitarbeitern. Seitdem wurde das Programm um osteuropäische Literatur, u. a. von Milena Jesenská, Hanna Krall und Wladimir Semjonowitsch Wyssozki, Literatur von und über Frauen sowie Titel zu jüdischer Vergangenheit und Gegenwart erweitert. Weitere Schwerpunkte sind die Themen Nationalsozialismus und Holocaust.
Zentrales Thema war und ist bis heute aber die Aufarbeitung von Geschichte und Theorien der Studentenbewegung sowie der Neuen Linken: Publikationen von Ernest Mandel, Reimut Reiche, Wolfgang Kraushaar oder Klaus Jünschke zur Auseinandersetzung mit der Roten Armee Fraktion (RAF) gehören dazu.
Der Graphiker Christian Chruxin gab dem Verlag über Jahrzehnte das viel gelobte moderne Buchdesign.

## Zeitschriftenreihen
Die enge Verbindung zum SDS schlug sich nicht nur darin nieder, dass der Verlag die neue kritik, die Theoriezeitschrift des SDS, veröffentlichte, sondern auch darin, dass das SDS-Bundesvorstandsarchiv in Verlagsräumen aufbewahrt wurde, bevor es dem APO-Archiv an der FU Berlin zur Aufarbeitung übergeben wurde.
Zudem erschien von 1986 bis 2010 mit insgesamt 23 Ausgaben die Zeitschrift Babylon. Beiträge zur jüdischen Gegenwart im Verlag. Gründungsherausgeber waren Dan Diner, Susann Heenen-Wolff, Gertrud Koch, Cilly Kugelmann und Martin Löw-Beer.
Seit 1990 erschien die Halbjahreszeitschrift Transit. Europäische Revue, herausgegeben vom Institut für die Wissenschaften vom Menschen in Wien. Das Heft wurde nach 50 Ausgaben 2018 eingestellt.

## Auszeichnung
2003: Kurt-Wolff-Preis der Kurt Wolff Stiftung an Dorothea Rein und Verlag für verlegerische Leistungen

## Bekannte Autoren
- Kay Boyle (1902–1992), US-amerikanische Schriftstellerin und Journalistin
- Tony Cliff (1917–2000), britischer Sozialist, Anti-Imperialist und Anti-Zionist
- John Donne (1572–1631), englischer Schriftsteller und Dichter
- John Dos Passos (1896–1970), amerikanischer Schriftsteller
- Jörg Fauser (1944–1987), deutscher Schriftsteller und Journalist
- Milena Jesenská (1896–1944), tschechische Journalistin, Schriftstellerin und Übersetzerin
- Hans-Jürgen Krahl (1943–1970), Studentenaktivist der 68er-Bewegung
- Hanna Krall (* 1935), polnische Schriftstellerin und Journalistin
- Susanne Leonhard (1895–1984), deutsche Schriftstellerin
- Emmanuel Levinas (1905 jul./1906 greg.–1995), französisch-litauischer Philosoph und Autor
- Ernest Mandel (1923–1995), marxistischer Ökonom
- Paul Mattick (1904–1981), deutscher Ökonom, Rätekommunist und politischer Schriftsteller
- Oskar Negt (1934–2024), deutscher Sozialphilosoph
- Reimut Reiche (* 1941), deutscher Soziologe, Psychoanalytiker und Sexualforscher
- Ursula Schmiederer (1936–1989), deutsche Soziologin
- Palmiro Togliatti (1893–1964), italienischer Politiker

Buchtitel
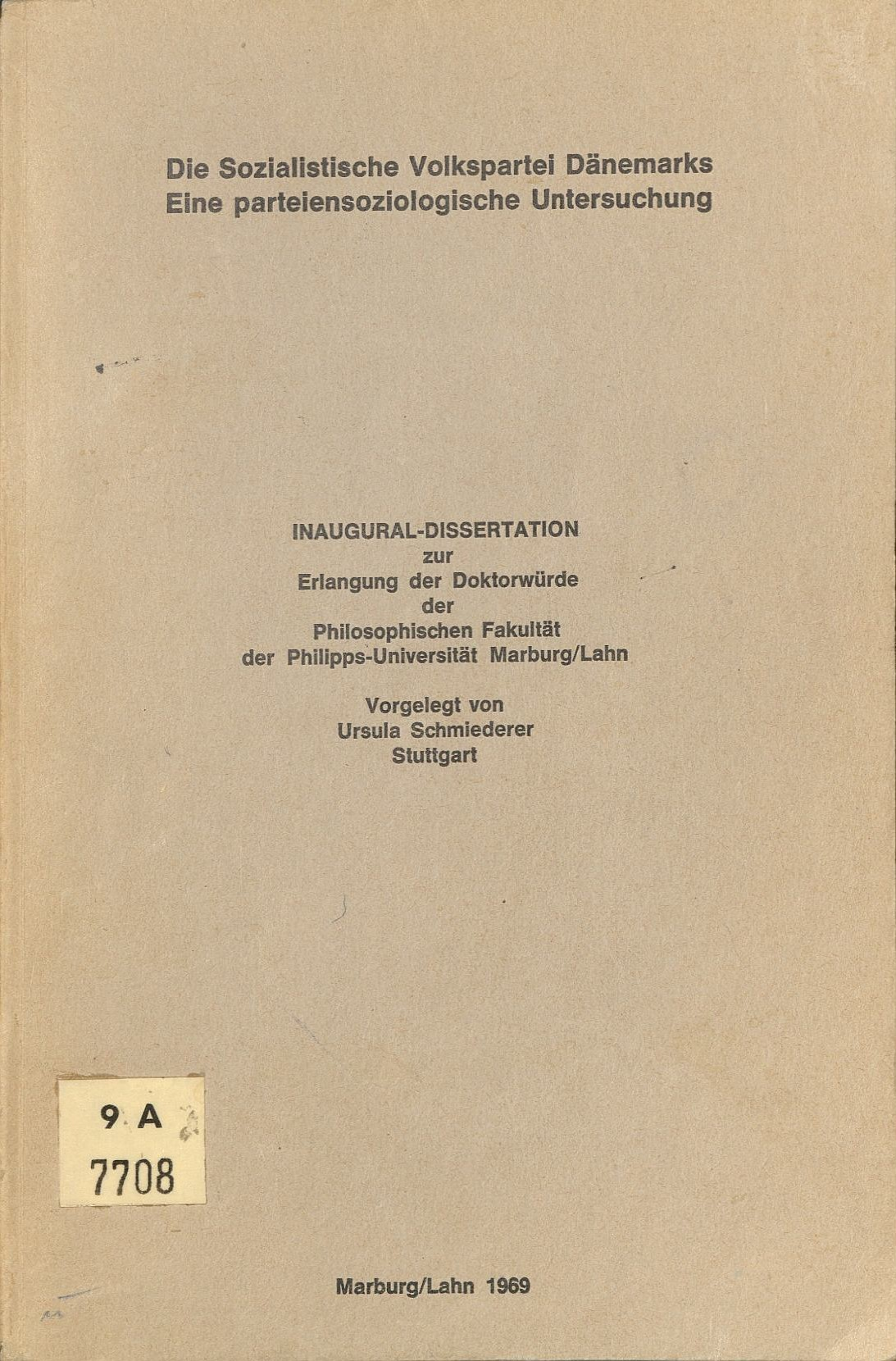
Sozialistische Volkspartei Dänemarks (1969)
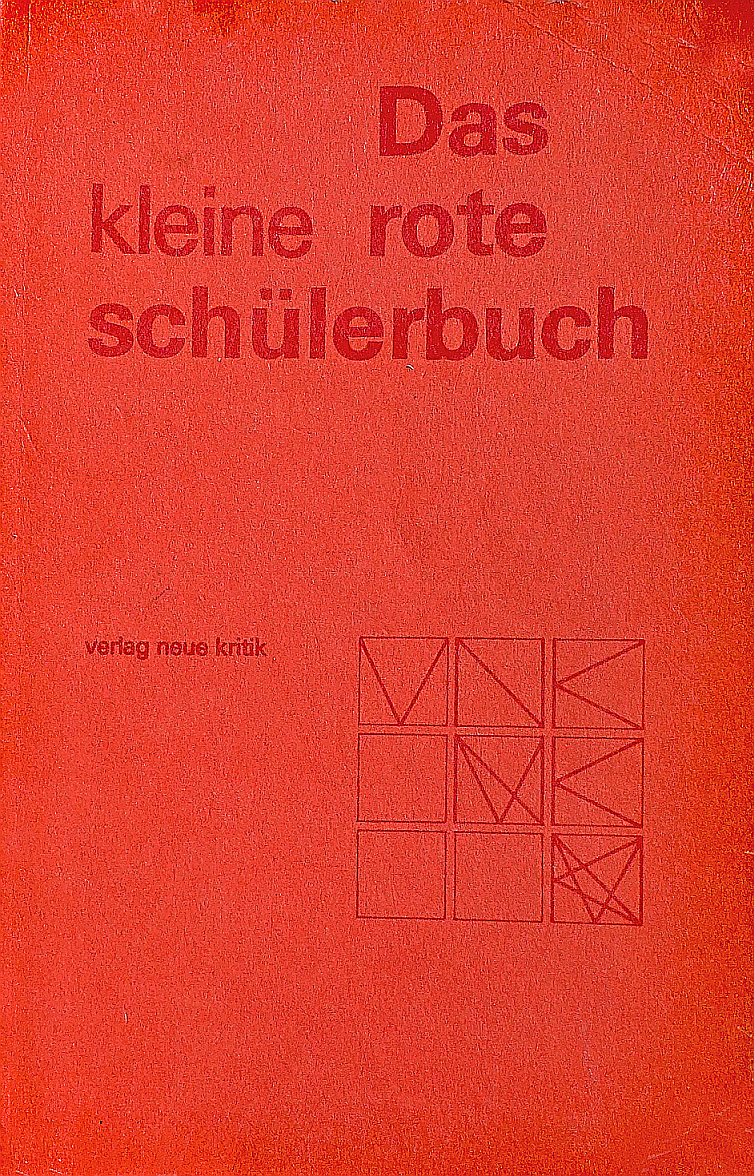
das kleine rote schülerbuch (1971)
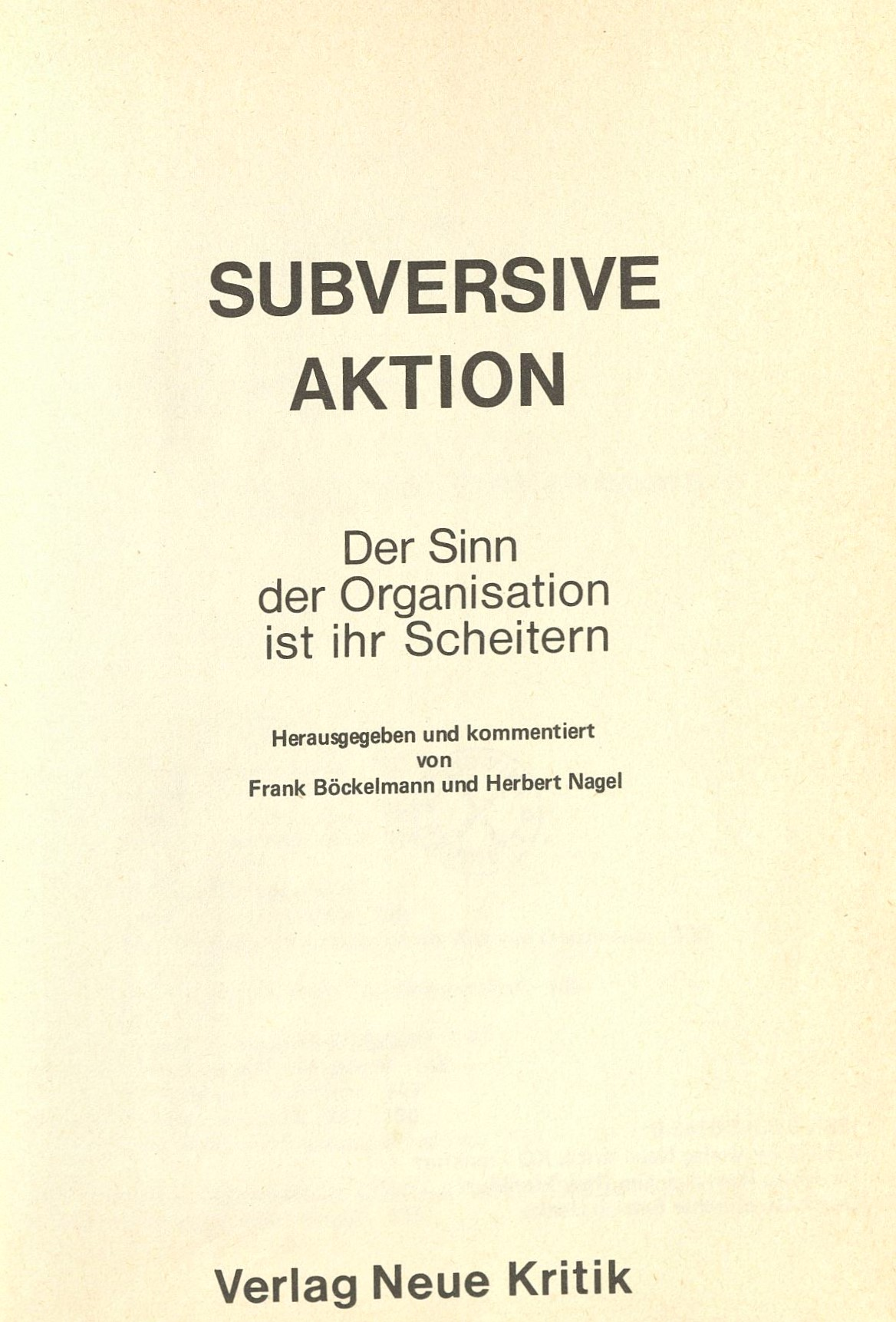
Subversive Aktion (1976)